# Hafenmarkt 15 (Dillingen an der Donau)

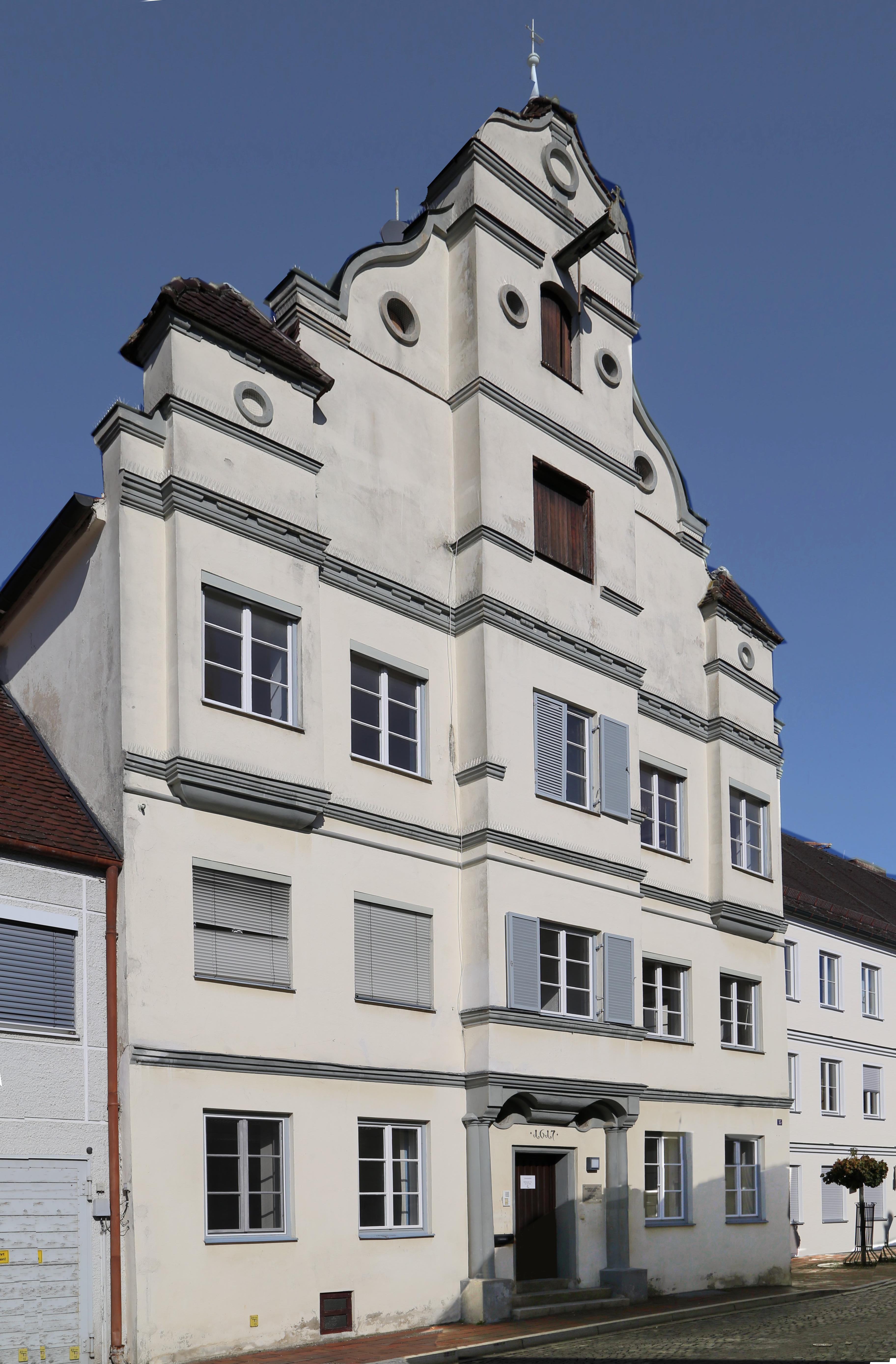
Wohnhaus Hafenmarkt 15 in Dillingen an der Donau

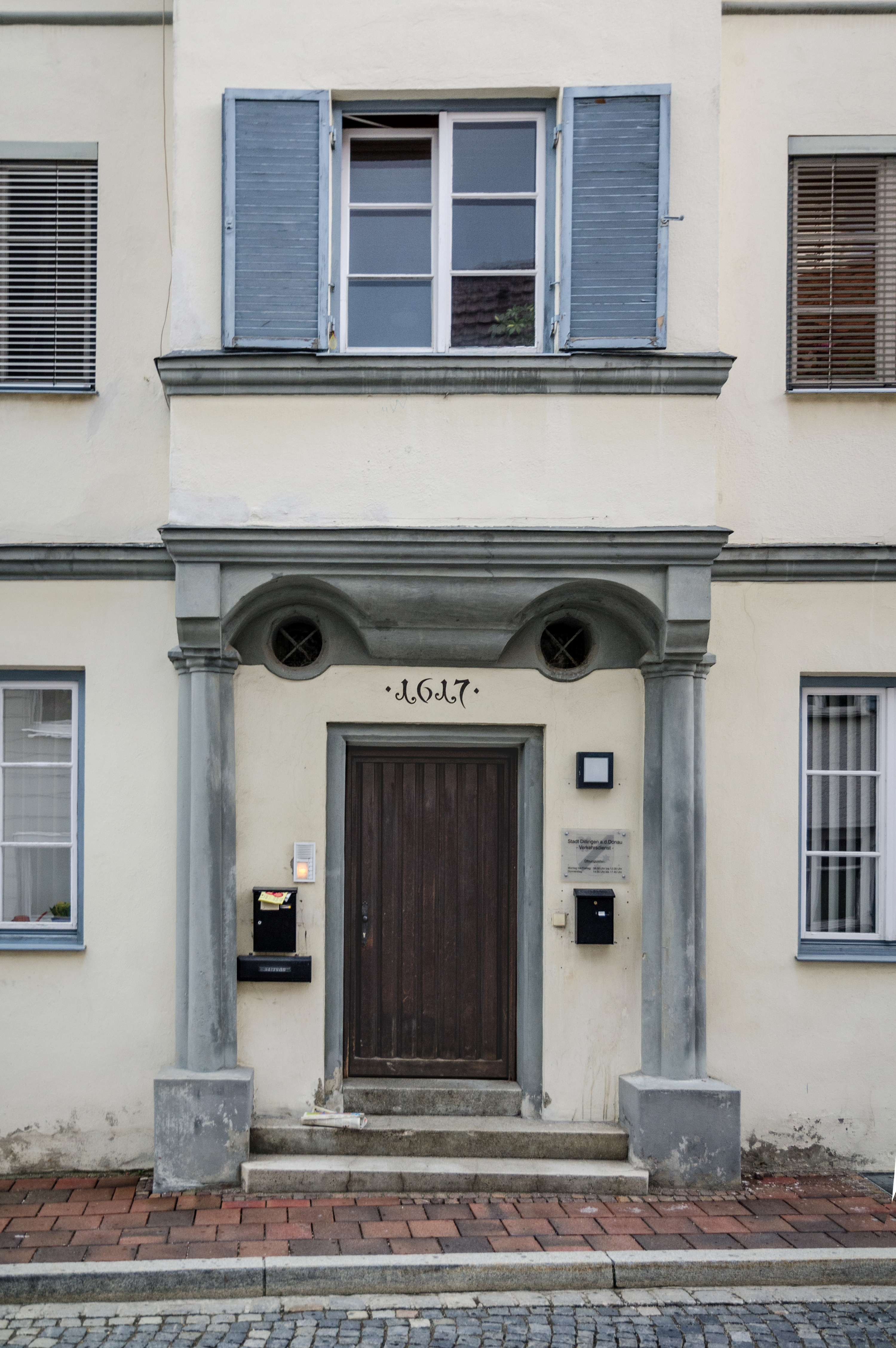
Portal und Mittelrisalit

Das Gebäude Hafenmarkt 15 in Dillingen an der Donau, der Kreisstadt des Landkreises Dillingen an der Donau im Regierungsbezirk Schwaben in Bayern, wurde im 16./17. Jahrhundert  errichtet. Das Wohnhaus ist ein geschütztes Baudenkmal.
Der dreigeschossige Satteldachbau mit Mittelrisalit, risalitartigen Erkern und über Profilgesimsen leicht vorkragendem Ziergiebel hat ein Portal mit zwei Säulen, auf denen der Mittelrisalit ruht. Dieser besitzt eine segmentbogige Ladeluke mit Kranbalken, flankiert von Kreisblenden. Im Inneren ist die zweiläufige Treppe mit einem Geländer mit ausgesägten Bretterbalustern erhalten.  
An der Ostseite erfolgte ein späterer Anbau zum Garten.
Die Jahreszahl 1617 über der Tür bezeichnet vermutlich einen Umbau des Hauses, das seit 1557 bis Anfang des 19. Jahrhunderts sehr viele Besitzer hatte. Darunter Johann Jakob Speidel, von 1640 bis 1664 fürstlich-augsburgischer Rat und Vizekanzler. Das Haus blieb bis 1740 im Besitz der Familie Speidel.  